# Patrick Zieker
Patrick Zieker (* 13. Dezember 1993 in Ludwigsburg) ist ein deutscher Handballspieler, der aktuell beim TVB Stuttgart unter Vertrag steht.

## Karriere

### Verein
Patrick Zieker begann bei der HG Steinheim-Kleinbottwar mit dem Handballspielen. 2008 wechselte er zur SG BBM Bietigheim, für die er ab 2011 in der 2. Handball-Bundesliga auflief. Ab der Saison 2012/13 stand der 1,86 Meter große Linksaußen beim Bundesligisten TBV Lemgo unter Vertrag. Zur Saison 2019/20 wechselte Zieker zum Bundesligisten TVB 1898 Stuttgart.

### Nationalmannschaft
Zieker gehörte zum Kader der deutschen Juniorennationalmannschaft, für die er in 40 Länderspielen 120 Tore erzielte und mit der er 2011 die Juniorenweltmeisterschaft gewann.
Für eine B-Auswahl bestritt er im April 2013 drei Länderspiele, in denen er vier Tore warf.
Nachdem Zieker von Bundestrainer Christian Prokop in den 17er-Kader für die Handball-Europameisterschaft 2020 berufen worden war, debütierte er am 4. Januar 2020 in der A-Nationalmannschaft im Testspiel gegen Island. Bei der anschließenden Europameisterschaft erzielte er neun Tore in acht Spielen und belegte mit der deutschen Auswahl den 5. Platz. Für die Europameisterschaft 2022 wurde Zieker zur Hauptrunde nachnominiert.

## Bundesligabilanz
| Saison    | Verein             | Spielklasse   | Spiele | Tore | 7-Meter | Feldtore |
| --------- | ------------------ | ------------- | ------ | ---- | ------- | -------- |
| 2011/12   | SG BBM Bietigheim  | 2. Bundesliga | 38     | 117  | 0       | 117      |
| 2012/13   | TBV Lemgo          | Bundesliga    | 31     | 52   | 23      | 29       |
| 2013/14   | TBV Lemgo          | Bundesliga    | 33     | 45   | 1       | 44       |
| 2014/15   | TBV Lemgo          | Bundesliga    | 35     | 90   | 1       | 89       |
| 2015/16   | TBV Lemgo          | Bundesliga    | 31     | 103  | 13      | 90       |
| 2016/17   | TBV Lemgo          | Bundesliga    | 29     | 95   | 10      | 85       |
| 2017/18   | TBV Lemgo          | Bundesliga    | 33     | 115  | 4       | 111      |
| 2018/19   | TBV Lemgo          | Bundesliga    | 33     | 129  | 10      | 119      |
| 2019/20   | TVB 1898 Stuttgart | Bundesliga    | 27     | 145  | 45      | 100      |
| 2020/21   | TVB 1898 Stuttgart | Bundesliga    | 36     | 113  | 0       | 113      |
| 2021/22   | TVB 1898 Stuttgart | Bundesliga    | 33     | 123  | 45      | 78       |
| 2022/23   | TVB 1898 Stuttgart | Bundesliga    | 33     | 73   | 14      | 59       |
| 2011–2012 | gesamt             | 2. Bundesliga | 38     | 117  | 0       | 117      |
| 2012–2023 | gesamt             | Bundesliga    | 364    | 1109 | 176     | 933      |

## Sonstiges
Patrick Ziekers Bruder Daniel ist als Kreisläufer für das Württembergliga-Team der SG Schozach-Bottwartal aktiv.